# Han Su-san
Pour les articles homonymes, voir Han.
Œuvres principales
Le Corbeau
Han Su-san (en hangeul : 한수산), né le 13 novembre 1946 à Inje dans la province de Gangwon-do, est un écrivain sud-coréen.

## Biographie
Né le 13 novembre 1946 à Inje, dans la province de Gangwon-do, Han Su-san fréquente le lycée Chuncheon avant d'intégrer l'université Chuncheon du même nom où il fréquente le département d'éducation en 1965. Il poursuit ensuite ses études à l'université Kyung Hee, où il obtient un diplôme en littérature coréenne. L'année 1981 marque un tournant dans la vie de Han, c'est durant cette année qu'il contribue à l'écriture du roman-feuilleton faisant la satire du président coréen Chun Doo-hwan. Han, ainsi que d'autres employés de la presse, ont été enlevés et torturés par le gouvernement. En 1998, il s'installe  pendant quatre ans au Japon, où il écrit plusieurs récits sur les résidents coréens du Japon. À son retour en Corée, Han enseigne la littérature coréenne à l'université de Sejong.

## Œuvre
Han Su-san est connu en Corée pour son style d'écriture à la fois délicat et expressif. Il a fait ses débuts littéraires en tant que poète et commencé à publier des œuvres de fiction dans les années 1970. En 1972, sa nouvelle La Fin du mois d'avril (Saworui kkeut) lui permet de remporter le prix littéraire du quotidien Dong-a. En 1977, il remporte le prix de l'écrivain d'aujourd'hui pour son récit Les mauvaises herbes flottantes (Bucho). En 1984, il remporte le prix littéraire Nogwon et en 1991 le prix de littérature contemporaine. Le roman qu'il considère comme « l'œuvre de sa vie » s'intitule Le Corbeau (Kkamagwi) : il s'agit d'une épopée en plusieurs volumes qui suit la vie sous les drapeaux de quelques Coréens enrôlés par les Japonais pendant la période coloniale.